# 漢族人名
汉族人名，又称漢族姓名、漢族名字、漢語人名、漢語姓名、漢語名字，是以漢字表示的姓和名组成；口语上，也用中國人名、中國姓名及中國名字代称，尽管中国为多民族国家。漢民族及部分外族直接用汉字进行取名，其他外族的姓名則音譯為漢字表示，也有些為自己另取漢名。名字与姓氏一起构成了汉族人的姓名。
以往汉族人除了有姓名外，还会有氏、字，目前已式微。在中国传统禮儀上，通常僅直系長輩可喚人之「名」，平輩或晚輩稱字不稱名，即使是皇帝君主除非是正式場合，否則平時對臣子亦稱字，若稱名則較為輕蔑，甚至是意指其人有罪。

## 姓
汉族人的姓氏又称为汉姓。汉姓指的是汉民族以及采用汉族姓氏或汉族风格的姓氏（汉化的姓氏）的其他周边民族的姓。汉姓一般由一个汉字组成（单姓），也有少部分以两个或以上汉字组成（复姓）。汉民族的传统姓名系统（汉名）中包括姓、氏、名、字、号等（现在一般人只有姓与名，部分人或会使用化名、笔名、网名等）。而少数民族则有其自己的姓氏。常见的姓氏有李、郑、王、张、刘、陈、杨、黄、赵、吴、周等。

## 名
根据古书的记载，在古代汉族人的取名是有制度的。一般是在小孩生下来三个月后由父亲命名。但也有满月时取名，周岁时取名，以及在出生以前，親人先把名字取好的。

### 长度
漢族人除姓氏以外一般習慣用两个字或一个字。上古至西漢時期一个字的名字及两个字的名字相約，西漢末年至魏晉期間主要以一个字的名字为主，南北朝一直到现代，则多以两个字以内的名字为主，现代也出现有使用三个字的名字的情况。
由於中國大陸和台灣均沒有限制名字長度的法律規定存在，因此漢族也可以存在長度大於三個字的名字，如台灣最長姓名“陈政成有震天龙炮变身基隆最专情于二零二一三月十四日与孔安稳定交往中爱你爱一生一世此生想带你一起吃鲑鱼”（“陳”為姓氏，名有四十九個字）、以及中國大陸的“朱雀玄武敕令”（“朱”為姓氏，名為“雀玄武敕令”，名有五個字）。另外，受其他民族文化的影響，漢族名字可能採用其他民族的語言進行取名，再轉寫為漢字，出現較長的姓名，如《元史》中所記載的“劉哈刺八都魯”。

### 意义
中国古来对人的取名非常重视。在孔子“正名”思想的影响下，人们把为后代取名看得非常神圣，甚至神秘。从周朝起，命名已经纳入礼法，形成了制度。因此有些时候因为名字的原因，对人会产生很大的影响。有些名字因为皇帝或高官喜欢，而得到了与其他人不一样的优厚待遇；而一些人的名字因为被认为不吉利，而遭到了不公平的待遇。
排行：在古代，有特定的男子名的排行，以示长幼，常见的为：伯（孟）、仲、叔、季、稚、幼等等。例如：孔子字仲尼，家中行二；孙坚四子孙策、孙权、孙翊、孙匡的字分别是伯符、仲谋、叔弼、季佐。
女性人名的选用以女性味十足、字意比较阴柔的字為主，用字常常含有草字偏旁、女字偏旁。例如：娥、娟、妍、婷、妮、嬌、婕、柔、綺、淑、涵、彤、欣、蘭、萍、芬、芳、若、莉、芯、芸等（在20世紀前，族譜中女人通常只稱「某氏」，不一定有正式的譜名）。

### 各時期的取名
1949年中華人民共和國成立後，名字也常与历史事件有关，出現帶政治意味的人名，50年代有建國，60年代有抗美、反帝、文革、衛紅。70年代開始單名增多，牛、宏、紅、雄、威、維、超、翔、傑。1980年代後仿英文名，莉絲、麗莎、安妮、安娜、傑克、約翰、威利，另一種為使用生僻字。1990年代後又多仿古人名稱。
据统计，中国大陆名为“国庆”的约有40万，而名字叫“建国”的则超过96万。其中，有1894人姓“国”名“庆”，321人姓“建”名“国”。

### 名字与辈分
汉族在取名时，经常会在名字中用一些方法来区别同一个家族的不同辈分。比如在名字中用一个字表示辈分，而用另一个字表示取名所标示的含义。也有的在名字中用相同的偏旁来表示同一辈分。

### 名字与忌讳
中国古代由于宗法制的影响，在名字的使用上有避讳的制度。讲究“为亲者讳，为贤者讳，为尊者讳”。在言谈和书写时，遇到君父长上的名諱一律要回避。取名时也不能取他们的名字中有的或同音的字。
现代社会中避讳制度虽已消亡，但仍然有部分人在取名时回避父辈、祖辈名字中出现的字或其同音字，而直呼长辈的名字也仍被大多数中国人认为是不礼貌的。

### 别名

#### 乳名與訓名
根据古书的记载，古代汉族人一般是在小孩生下来三个月后由父亲命名，但是事实上，也有满月命名，周岁命名，以及在生下来以前先把取好的。取名前則會用乳名（或稱童名、兒名、幼名、小字）稱呼，但有些人的乳名可以持續整個童年時期，甚至長大後父母仍然這樣叫。也有些家庭因為教育水平較低，一直沒有為小孩取大名，於是小孩長大後就把乳名作為名了。舊時世家、門閥的孩子，在本名以外，入學受教育時也會由父親、師長、長輩或士紳、名人取一個「訓名」（或稱「學名」），以供老師稱呼。
古代女性由於不用出仕做官，有些也沒有正式命名(一般只有某氏稱之)，或取了名字後沒有在公眾場合使用而不為人知，在需要記載她們的全名時就把乳名或小字用作名，如楊貴妃的大名沒有記載，她的小字是玉環，人們就把她的姓名寫成楊玉環。

#### 昵称與绰号
昵称是名字的变体。昵称有两种类型：一个由亲生父母给婴儿；一个人或一些人给一个人取的名字，即绰号。亲生父母称呼婴儿或儿童，往往只是名字中的一个字（如一个叫德明的人，他的家人可以称呼他‘明’）。 绰号有时候可能带有贬意，例如头部较大的人被称作“大头”，而不被本人所接受。由于命名者多半是亲朋好友，通常不会强烈表现出自己无法接受的事实。绰号可以由一些前缀加上姓名中的一个字组成。如‘阿’、‘小’。绰号很少用于正式或半正式的称谓。也有例外，如前中華民國總統陈水扁，自称“阿扁”以表现亲民作风，报刊文章也可以如此称呼。

#### 字
除了名之外，中國傳統上還流行取表字，一般是在成年禮（男性行冠禮、女性行笄禮）時取字。禮儀上，名通常僅長輩可喚之，平輩或晚輩一般僅稱字，不稱名。即使是帝王、君主，平時對臣子也通常稱表字，若稱名則較為輕蔑，甚至是意指其人有罪。

#### 號
中國傳統，人除了有名與表字之外，有時亦會為自己取「號」，又稱「別號」。「號」是較正式的别名，以言意托志。在儒家文化圈地區中，直呼別人之名為無禮。故稱呼別人時，對有字之人多呼其字，對有號之人則多呼其號，而不敢直稱其名。

### 重名
由于常用姓氏较少，多数人用常用字起名，且名多为两三字，自古中国就有一定的重名现象。如漢高祖時代有两个韩信（一個是淮陰侯韓信；另一个是韩王韩信）。
有人认为重名现象较多的原因有四种：人多字少、文化趋同、迎合时尚和家谱限制。虽然偶有因重名而产生摩擦的事件，但日常生活中，重名一般不会造成太多困扰。
2010年，四川一位店主刘德华因使用自己名字做为商标，被同名香港艺人刘德华所在的经纪公司要求取消注册，但後來香港艺人劉德華方面經了解狀況後表示沒有這個要求，因為店名起名時劉德華還沒紅。而在2007年的相关统计表明，大陆地区共有1.6万人叫刘德华。

## 非漢字地區姓名的漢化譯名

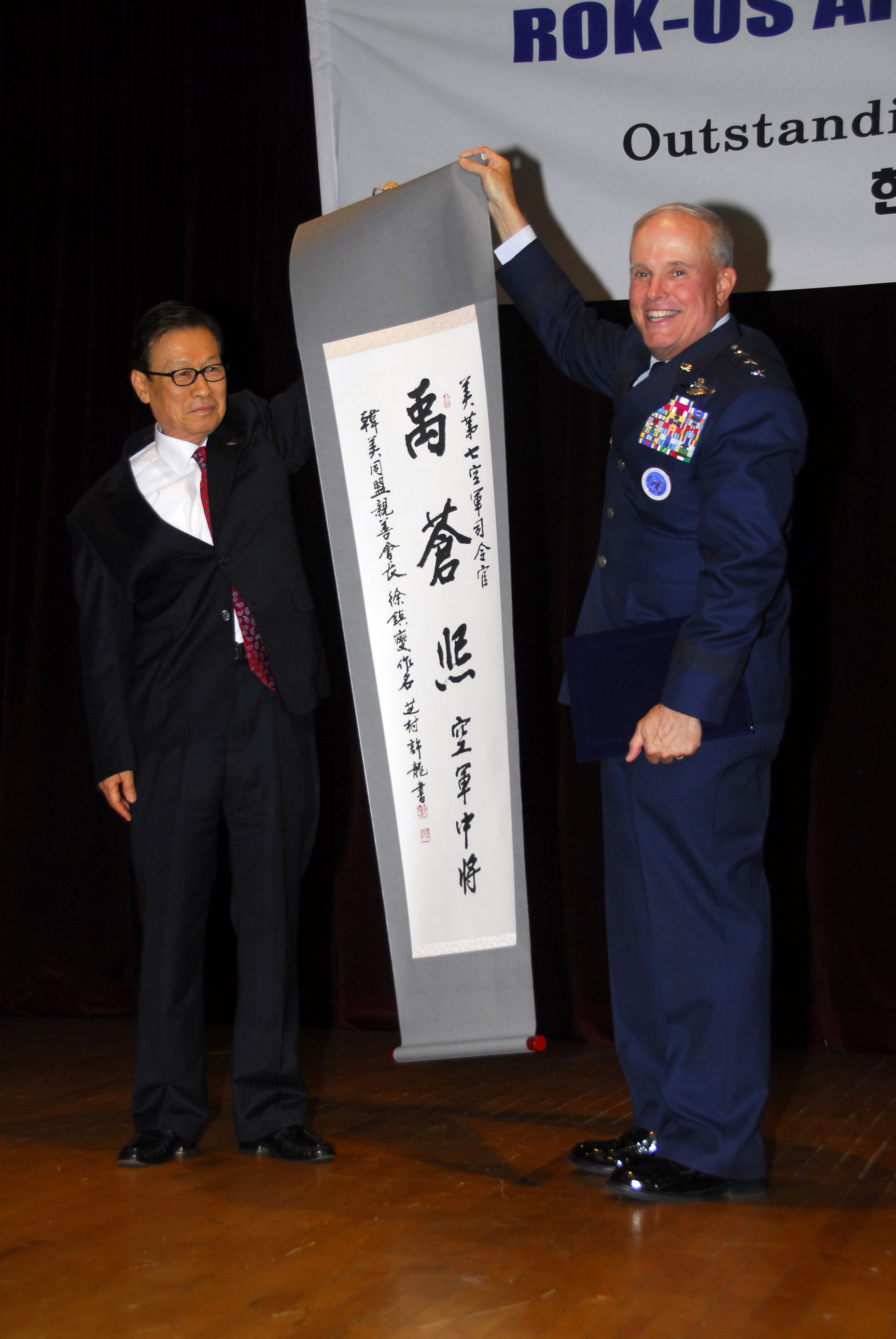
駐韓美軍第七航空隊司令史蒂芬·伍德中將（Stephen G. Wood）的漢名「禹蒼熙」，由韓美同盟親善會所贈予。

此種情況是將本身沒有漢字的外語姓名譯成漢名，把外語名稱的特徵，如先名後姓、姓名間稍停（漢譯時以間隔號：「·」表示）等取消。該情形在西方人士與東方國度開始有邦交時已有使用。現在沒有漢名的外國人，會因希望擁有漢名、長期逗留漢字使用地區或身為知名人士而需要以這方式稱呼。例如熟悉中國文化、有「中國通」之稱的澳洲總理為自己取名陸克文，而英國殖民地時期的香港總督、或者是目前各國駐華外交官（如大使），很多都取有漢化譯名，以增加華語人士對其印象，例如文翠珊，贺锦丽（Kamala Harris），彭定康（Chris Patten）。
漢化譯名的取法，一般分別將姓氏和名號的「最顯著讀音」（視乎先端部份或响亮程度）化成單字的姓和雙字的名，如印度前驻华大使，现任外交部长苏杰生。也有少數是化成漢語複姓或單字名，如美国前驻华大使司徒雷登（John Leighton Stuart）、北约前秘书长夏侯雅伯（Jakob Gijsbert "Jaap" de Hoop Scheffer）、前港督司徒拔（Reginald Edward Stubbs）、尤德（Edward Youde）。
以下還有一些依照漢化姓名而翻譯的漢化譯名，譯名的姓氏取原文姓氏的首個音節作音譯，名字取原文名字的：
- 萧伯纳（George Bernard Shaw）（英国、爱尔兰文学家）
- 利瑪竇（Matteo Ricci） （天主教傳教士）
- 湯若望（Johann Adam Schall von Bell） （天主教傳教士）
- 徐四金（Patrick Süskind） （德國作家）
- 何詩蓓（[6]）（香港-爱尔兰混血游泳运动员）
- 裴淳华（Rosamund Mary Ellen Pike） （英国演员）
- 葛培理（Billy Graham） （美南浸信会牧师）
- 馬誼郎（Elon Musk） （美國商人）

虛構角色：
- 包智傑（Jack Bauer） （美國劇集《24》主角）
  - 西洋名字為傑克·鮑爾。
- 莫霍斯（Fox Mulder） （美國劇集《X檔案》主角）
  - 西洋名字為福克斯·穆德。

（以上人名中的粗體字分別顯示姓氏譯音和原來姓氏的位置。）